# Phorocera flavifrons
Phorocera flavifrons là một loài ruồi trong họ Tachinidae.